# Lieto fine (singolo)
Lieto fine è un singolo del cantautore italiano Carl Brave pubblicato il 19 maggio 2023 come secondo estratto dal terzo album in studio Migrazione.

## Tracce
Testi e musiche di Carlo Luigi Coraggio.
1. Lieto fine – 3:28